# کلپتون (زیست‌شناسی)

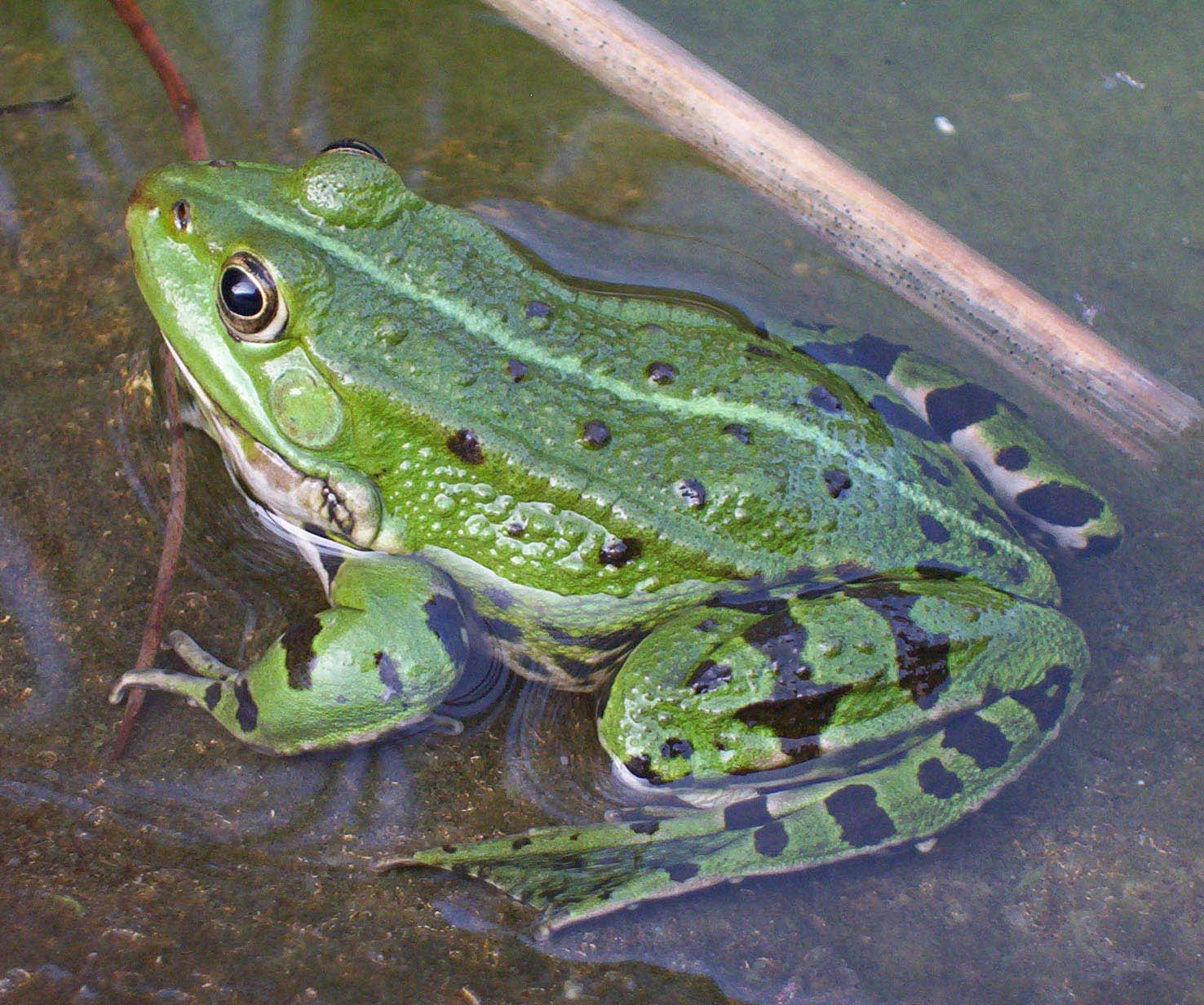
دوزیست از سردهٔ Pelophylax (Pelophylax lessonae)

کلپتون (به انگلیسی: Clépton یا klepton) (به اختصار kl.)، یک طبقه‌بندی بیولوژیکی پاراگونه‌ای است که برای توصیف جمعیت‌های جانوری که از فرایند دورگه‌زایی بین دو گونه همجا به هم مرتبط هستند، استفاده می‌شود و می‌توان آن را به عنوان جامعه‌ای از جمعیت‌ها با ژنوم دورگه که از آنها مشتق شده است تعریف کرد. گونه والد، که در وابستگی تولیدمثلی به گونه‌های همجا که نقش میزبان جنسی را بازی می‌کنند وجود دارد. به عنوان یک شکل خاص از دورگه، ناشی از شکلی از بکرزایی، نگهداری جمعیت کلپتونیک نیازمند مشارکت ژنتیکی دائمی گونه‌های والدین در هر چرخه تولیدمثلی است. این اصطلاح از واژه یونانی κλέπτω – klepto، جزء خنثی kleptein به معنی «دزدیدن» گرفته شده است، کنایه‌ای از ژنوم به دست آمده از گونه دیگر است.